# Гростимиг
Гростимиг (нем. Großthiemig) — община в Германии, в земле Бранденбург.
Входит в состав района Эльба-Эльстер. Подчиняется управлению Шраденланд.  Население составляет 1158 человек (на 31 декабря 2010 года). Занимает площадь 20,10 км².
| Год  | Население |
| ---- | --------- |
| 2005 | 1242      |
| 2010 | 1157      |